# 영조어필 벼루
영조어필벼루는 경기도 수원시 팔달구 매향동, 수원화성박물관에 있는 벼루이다. 2014년 7월 8일 경기도의 문화재자료 제177호로 지정되었다.

## 개요
영조 어필이 새겨진 어용벼루이다. 약간 붉은 색을 띠며 어떤 무늬도 새기지 않는 소박한 형태를 취하고 있다. 바닥면에서 작은 해서로 글자가 새겨져 있다.

## 참고 문헌
- 영조어필벼루 - 국가유산청 국가유산포털